# Екије
Екије (фр. Ecuillé) насеље је и општина у западној Француској у региону Лоара, у департману Мен и Лоара која припада префектури Анже.
По подацима из 2011. године у општини је живело 609 становника, а густина насељености је износила 48,53 становника/km². Општина се простире на површини од 12,55 km². Налази се на средњој надморској висини од 35 метара (максималној 68 m, а минималној 18 m).

## Демографија
| 1962. | 1968. | 1975. | 1982. | 1990. | 1999. | 2011. |
| ----- | ----- | ----- | ----- | ----- | ----- | ----- |
| 333   | 281   | 265   | 327   | 380   | 457   | 609   |

График промене броја становника у току последњих година